# Odchod 1991

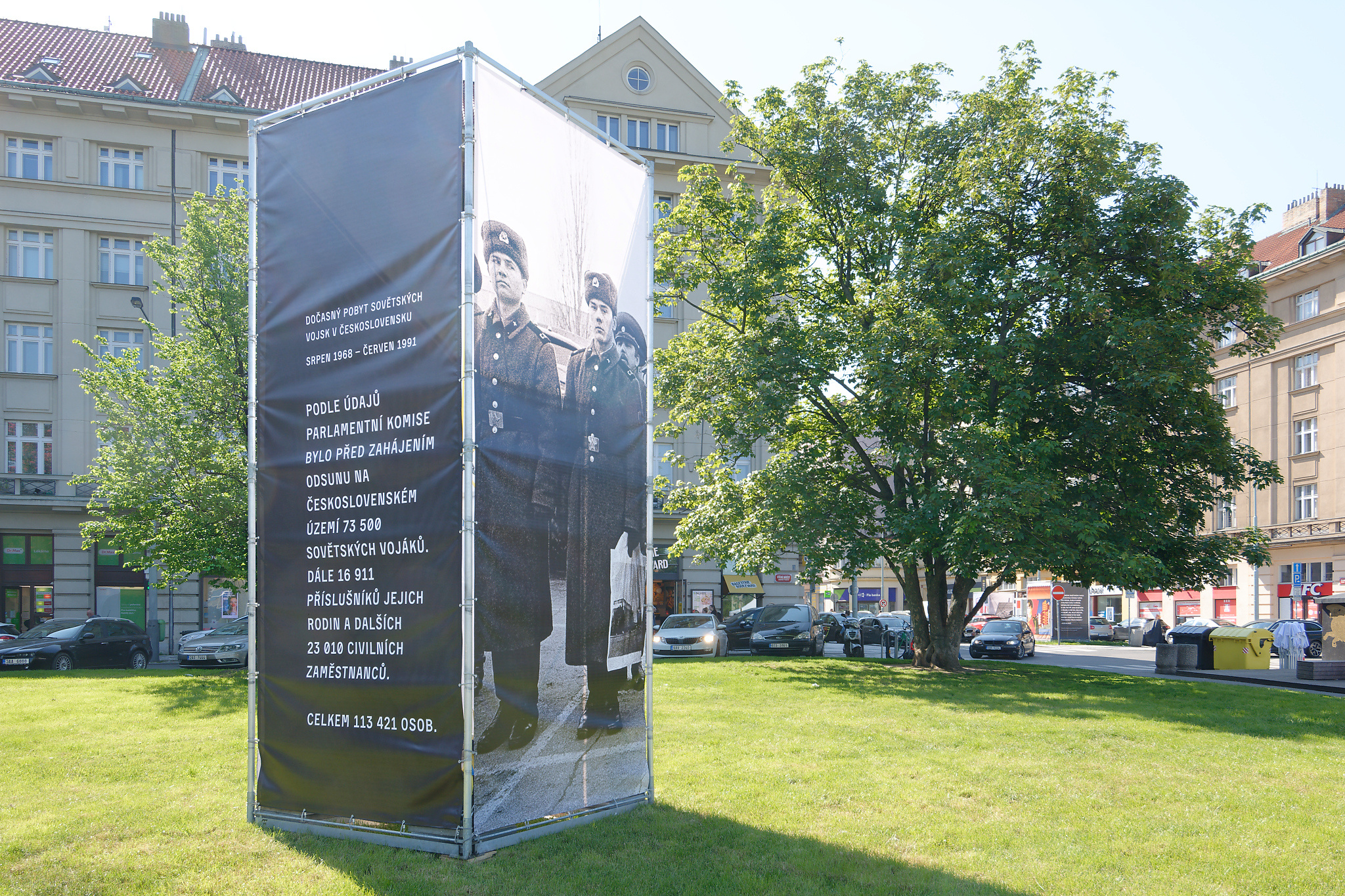
Jeden z panelů výstavy pod širým nebem Odchod 1991, Praha 6, Vítězné náměstí.

Odchod 1991 (plný název: Odchod sovětské armády z Československa v červnu 1991,  anglicky: The Departure of the Soviet Army from Czechoslovakia in June of 1991) byla výstava pod širým nebem, kterou zorganizovala obecně prospěšná společnost Post Bellum a městská část Praha 6 ve spolupráci s Ústavem pro studium totalitních režimů. Jednotlivé panely výstavy byly rozmístěny na Dejvické ulici v Praze 6 mezi stanicemi metra Hradčanská a Dejvická. Výstava probíhala od 1. června do 31. července 2021. Na panelech výstavy byly použity dokumentární fotografie Dany Kyndrové a Jindřicha Štreita, které byly doplněny citáty z dobových dokumentů a vzpomínkami účastníků. Slavnostní otevření proběhlo na den výročí odchodu sovětských vojsk z Československa - 21. června 2021. Výstava měla on-line verzi.
Současně probíhala na území Prahy 6 i paralelní výstava Nikogda ně zabuděm na místě bývalého pomníku maršála Koněva.

## Realizační tým
Organizátoři: Post Bellum z. ú., městská část Praha 6, Spolupráce: Ústav pro studium totalitních režimů
Koncepce výstavy: Markéta Bernatt-Reszczyńská, Petr Šabach, Fotografové: Dana Kyndrová, Jindřich Štreit
Jazyková redakce: Jitka Šmídová, produkce: Zbyněk Jurkovský, Jakub Pánek, Jan Polouček, PR a komunikace: Kristýna Bardová
Poděkování: Ondřej Matějka, Matěj Bílý